# 2020年夏季奧林匹克運動會女子水球比賽
2020年夏季奧林匹克運動會女子水球比賽，是因2019冠狀病毒病疫情而延期至2021年舉行的第32屆夏季奧林匹克運動會的其中一個比賽小項，于2021年7月24日至8月7日在日本东京都東京辰巳國際游泳場举行。
美国队在决赛中以14比5击败西班牙队，夺得该小项奥运三连冠，西班牙队则时隔九年再获银牌。匈牙利队在铜牌赛中以11比9击败俄罗斯奥委会队，历史上首次获得奥运奖牌。

## 参赛资格
| 資格來源                                                             | 出線資格 | 出線名額        | 获得资格队伍         | 備註 |
| -------------------------------------------------------------------- | -------- | --------------- | -------------------- | --- |
| 主辦國 · 2013年9月7日 · 阿根廷布宜諾斯艾利斯                         | 不適用   | 1個女子參賽名額 | 日本                 | 如果主辦國無法派出合資格的運動員參賽，此名額將分配至亞洲區資格賽。                                                                         |
| 2019年世界女子水球聯賽 · 2019年6月4日至9日 · 匈牙利布达佩斯          | 冠军     | 1個女子參賽名額 | 美国                 | 如果主办国获得冠军，则亚军递补获得该名额。 如果获得该席位的国家/地区奥委会放弃席位，该席位将重新分配至世界资格赛。                         |
| 2019年世界游泳錦標賽 · 2019年7月12日至28日 · 光州廣域市              | 冠军     | 1個女子參賽名額 | 西班牙               | 如果获得冠军的队伍先前已通过其他途径获得资格，此名额将按名次递补。 如果获得该席位的国家/地区奥委会放弃席位，该席位将重新分配至世界资格赛。 |
| 2019年泛美運動會 · 2019年7月26日至8月11日 · 秘魯利馬                 | 冠军     | 1個女子參賽名額 | 加拿大               | 如果获得冠军的队伍先前已通过其他途径获得资格，此名额将按名次递补。 如果获得该席位的国家/地区奥委会放弃席位，该席位将重新分配至世界资格赛。 |
| 大洋洲区名额                                                         | 不適用   | 1個女子參賽名額 |                      | 如果获得该名额的队伍放弃席位，该席位将重新分配至世界资格赛。                                                                               |
| 非洲区名额                                                           | 不適用   | 1個女子參賽名額 | 南非                 | 如果获得该名额的队伍放弃席位，该席位将重新分配至世界资格赛。                                                                               |
| 2020年欧洲水球锦标赛 · 2020年1月12日至25日 · 匈牙利布达佩斯          | 冠军     | 1個女子參賽名額 | 俄罗斯奥林匹克委员会 | 如果获得冠军的队伍先前已通过其他途径获得资格，此名额将按名次递补。 如果获得该席位的国家/地区奥委会放弃席位，该席位将重新分配至世界资格赛。 |
| 2018年亞洲運動會[a] · 2018年8月18日至9月2日 · 印度尼西亞雅加達、巨港 | 冠军     | 1個女子參賽名額 | 中國[a]              | 如果获得该名额的队伍放弃席位，该席位将重新分配至世界资格赛。                                                                               |
| 世界资格赛[b] · 2021年1月17日至24日 · 義大利的里雅斯特               | 前2名    | 2個女子參賽名額 | 匈牙利 · 荷蘭        | 如果获得席位的队伍放弃席位，空出的席位将会按名次递补。                                                                                     |
| 總數                                                                 |          |                 | 10                   | |

- a  亚洲区资格赛原定为2020年2月12日至16日在哈萨克斯坦努尔-苏丹举行的2020年亚洲水球锦标赛[5]，然而受2019冠状病毒病疫情影响，哈萨克斯坦方面因担心疫情扩散决定放弃举办该赛事。2020年2月中旬，亞洲游泳總會决定以2018年亚洲运动会水球比赛的结果作为该届奥运水球项目亚洲区名额的分配依据[6][7]，此调整后来得到了国际游泳联合会的批准。
- b  女子水球世界资格赛原定于2020年3月8日至15日在意大利的里雅斯特进行，然而受2019冠状病毒病疫情影响，国际泳联决定推迟将该赛事推迟至2021年1月17日至24日。[8]

## 赛程
比赛于7月24日拉开帷幕。
| G | 小組賽階段 |  |  |  |  | B | 季軍賽 | F | 決賽 |

| 2021年7月   | 2021年7月   | 2021年7月   | 2021年7月   | 2021年7月   | 2021年7月   | 2021年7月   | 2021年7月   | 2021年8月  | 2021年8月  | 2021年8月  | 2021年8月  | 2021年8月  | 2021年8月  | 2021年8月  | 2021年8月  |
| 24日 （六） | 25日 （日） | 26日 （一） | 27日 （二） | 28日 （三） | 29日 （四） | 30日 （五） | 31日 （六） | 1日 （日） | 2日 （一） | 3日 （二） | 4日 （三） | 5日 （四） | 6日 （五） | 7日 （六） | 7日 （六） |
| ----------- | ----------- | ----------- | ----------- | ----------- | ----------- | ----------- | ----------- | ---------- | ---------- | ---------- | ---------- | ---------- | ---------- | ---------- | ---------- |
| G           |             | G           |             | G           |             | G           |             | G          |            | ¼          |            | ½          |            | B          | F          |

## 比赛形式
10队在初赛中分为两轮各5隊，进行循环赛。每组前4名（共8隊）晋级淘汰赛，排名第5的队伍被淘汰 ，其中排名第5的队伍根据胜负纪录及平均进球次数名列第9和第10。淘汰赛最开始的是四分之一决赛，胜者晋级準决赛，四分之一决赛落败者参与5〜8名比赛。準决赛晋级的2队参与金牌赛，落败队伍参与铜牌赛。

## 抽签
抽签仪式于2021年2月21日在荷兰鹿特丹举行。

### 签位
10支队伍分为两组，每组5队。抽签档位共有5个:6:30。
| 1档           | 2档                    | 3档           | 4档           | 5档                   |
| ------------- | ---------------------- | ------------- | ------------- | --------------------- |
| 美国 · 西班牙 | 俄罗斯奥林匹克委员会 · | 匈牙利 · 荷蘭 | 加拿大 · 中國 | 南非 · 日本（东道主） |

### 抽签
|   | A组    | B组                  |
| - | ------ | -------------------- |
| 1 |        | 俄罗斯奥林匹克委员会 |
| 2 | 南非   | 中國                 |
| 3 | 荷蘭   | 匈牙利               |
| 4 | 西班牙 | 美国                 |
| 5 | 加拿大 | 日本                 |

## 裁判
比赛共设有24名裁判。
- Germán Moller
- Nicola Johnson
- Marie-Claude Deslières
- John Waldow
- 张亮
- Nenad Periš
- Sébastien Dervieux
- Frank Ohme
- Georgios Stavridis
- György Kun
- Alessandro Severo
- 津崎明日美
- Viktor Salnichenko
- Stanko Ivanovski
- Michiel Zwart
- Adrian Alexandrescu
- Arkadii Voevodin
- Vojin Putniković
- Boris Margeta
- Dion Willis
- Xevi Buch
- Ursula Wengenroth
- Michael Goldenberg
- Daniel Daners

## 小组赛
赛程于2021年3月9日公布。
所有时间均为日本标准时间（UTC+9）。

### A组
| 排名 | 隊伍   | 賽 | 勝 | 和 | 負 | 得 | 失 | 差  | 分 | 獲得資格     |
| ---- | ------ | -- | -- | -- | -- | -- | -- | --- | -- | ------------ |
| 1    | 西班牙 | 4  | 3  | 0  | 1  | 71 | 37 | +34 | 6  | 四分之一决赛 |
| 2    |        | 4  | 3  | 0  | 1  | 46 | 33 | +13 | 6  | 四分之一决赛 |
| 3    | 荷蘭   | 4  | 3  | 0  | 1  | 75 | 41 | +34 | 6  | 四分之一决赛 |
| 4    | 加拿大 | 4  | 1  | 0  | 3  | 48 | 39 | +9  | 2  | 四分之一决赛 |
| 5    | 南非   | 4  | 0  | 0  | 4  | 7  | 97 | −90 | 0  |              |

1. 1 2 3  西班牙2分，+5净胜球；荷兰2分，−2净胜球；澳大利亚2分，−3净胜球。

| 2021年7月24日 15:30 v | 报告 | 加拿大                        | 5–8                     |          | 東京辰巳國際游泳場 裁判： Michael Goldenberg（USA）、György Kun（HUN） |
| 2021年7月24日 15:30 v | 报告 | 每節比分： 1–1, 2–4, 1–2, 1–1 |                         |          | 東京辰巳國際游泳場 裁判： Michael Goldenberg（USA）、György Kun（HUN） |
| 2021年7月24日 15:30 v | 报告 | Eggens 3                      | 進球最多球員 （進球數） | 哈利根 3 | 東京辰巳國際游泳場 裁判： Michael Goldenberg（USA）、György Kun（HUN） |

| 2021年7月24日 18:20 v | 报告 | 南非                           | 4–29                    | 西班牙   | 東京辰巳國際游泳場 裁判： 津崎明日美（JPN）、Ursula Wengenroth（SUI） |
| 2021年7月24日 18:20 v | 报告 | 每節比分： 2–5, 1–9, 1–5, 0–10 |                         |          | 東京辰巳國際游泳場 裁判： 津崎明日美（JPN）、Ursula Wengenroth（SUI） |
| 2021年7月24日 18:20 v | 报告 | Wedderburn 2                   | 進球最多球員 （進球數） | 鲁伊斯 5 | 東京辰巳國際游泳場 裁判： 津崎明日美（JPN）、Ursula Wengenroth（SUI） |

| 2021年7月26日 18:20 v | 报告 |                               | 15–12                   | 荷蘭       | 東京辰巳國際游泳場 裁判： Adrian Alexandrescu（ROU）、Arkadii Voevodin（RUS） |
| 2021年7月26日 18:20 v | 报告 | 每節比分： 3–3, 2–5, 5–2, 5–2 |                         |            | 東京辰巳國際游泳場 裁判： Adrian Alexandrescu（ROU）、Arkadii Voevodin（RUS） |
| 2021年7月26日 18:20 v | 报告 | 三名队员 3                    | 進球最多球員 （進球數） | 四名队员 2 | 東京辰巳國際游泳場 裁判： Adrian Alexandrescu（ROU）、Arkadii Voevodin（RUS） |

| 2021年7月26日 19:50 v | 报告 | 西班牙                        | 14–10                   | 加拿大         | 東京辰巳國際游泳場 裁判： Georgios Stavridis（GRE）、Nenad Periš（CRO） |
| 2021年7月26日 19:50 v | 报告 | 每節比分： 4–2, 2–2, 3–2, 5–3 |                         |                | 東京辰巳國際游泳場 裁判： Georgios Stavridis（GRE）、Nenad Periš（CRO） |
| 2021年7月26日 19:50 v | 报告 | 奥尔蒂斯 4                    | 進球最多球員 （進球數） | Lemay-Lavoie 3 | 東京辰巳國際游泳場 裁判： Georgios Stavridis（GRE）、Nenad Periš（CRO） |

| 2021年7月28日 15:30 v | 报告 | 加拿大                        | 21–1                    | 南非   | 東京辰巳國際游泳場 裁判： 津崎明日美（JPN）、John Waldow（NZL） |
| 2021年7月28日 15:30 v | 报告 | 每節比分： 5–1, 4–0, 4–0, 8–0 |                         |        | 東京辰巳國際游泳場 裁判： 津崎明日美（JPN）、John Waldow（NZL） |
| 2021年7月28日 15:30 v | 报告 | Sohi 4                        | 進球最多球員 （進球數） | Moir 1 | 東京辰巳國際游泳場 裁判： 津崎明日美（JPN）、John Waldow（NZL） |

| 2021年7月28日 19:50 v | 报告 | 荷蘭                          | 14–13                   | 西班牙       | 東京辰巳國際游泳場 裁判： Sébastien Dervieux（FRA）、Michael Goldenberg（USA） |
| 2021年7月28日 19:50 v | 报告 | 每節比分： 2–3, 3–2, 3–2, 6–6 |                         |              | 東京辰巳國際游泳場 裁判： Sébastien Dervieux（FRA）、Michael Goldenberg（USA） |
| 2021年7月28日 19:50 v | 报告 | Van de Kraats 6               | 進球最多球員 （進球數） | A·埃什帕尔 4 | 東京辰巳國際游泳場 裁判： Sébastien Dervieux（FRA）、Michael Goldenberg（USA） |

| 2021年7月30日 14:00 v | 报告 | 南非                          | 1–33                    | 荷蘭      | 東京辰巳國際游泳場 裁判： Nicola Johnson（AUS）、Ursula Wengenroth（SUI） |
| 2021年7月30日 14:00 v | 报告 | 每節比分： 0–7, 0–9, 1–9, 0–8 |                         |           | 東京辰巳國際游泳場 裁判： Nicola Johnson（AUS）、Ursula Wengenroth（SUI） |
| 2021年7月30日 14:00 v | 报告 | Wedderburn 1                  | 進球最多球員 （進球數） | Keuning 6 | 東京辰巳國際游泳場 裁判： Nicola Johnson（AUS）、Ursula Wengenroth（SUI） |

| 2021年7月30日 19:50 v | 报告 | 西班牙                        | 15–9                    |                    | 東京辰巳國際游泳場 裁判： Sébastien Dervieux（FRA）、Arkadii Voevodin（RUS） |
| 2021年7月30日 19:50 v | 报告 | 每節比分： 3–3, 4–3, 4–1, 4–2 |                         |                    | 東京辰巳國際游泳場 裁判： Sébastien Dervieux（FRA）、Arkadii Voevodin（RUS） |
| 2021年7月30日 19:50 v | 报告 | 奥尔蒂斯 5                    | 進球最多球員 （進球數） | 卡恩斯、韦伯斯特 2 | 東京辰巳國際游泳場 裁判： Sébastien Dervieux（FRA）、Arkadii Voevodin（RUS） |

| 2021年8月1日 15:30 v | 报告 | 荷蘭                          | 16–12                   | 加拿大      | 東京辰巳國際游泳場 裁判： Alessandro Severo（ITA）、Nenad Periš（CRO） |
| 2021年8月1日 15:30 v | 报告 | 每節比分： 4–4, 4–3, 3–2, 5–3 |                         |             | 東京辰巳國際游泳場 裁判： Alessandro Severo（ITA）、Nenad Periš（CRO） |
| 2021年8月1日 15:30 v | 报告 | Van de Kraats 6               | 進球最多球員 （進球數） | Christmas 4 | 東京辰巳國際游泳場 裁判： Alessandro Severo（ITA）、Nenad Periš（CRO） |

| 2021年8月1日 19:50 v | 报告 |                               | 14–1                    | 南非      | 東京辰巳國際游泳場 裁判： Daniel Daners（URU）、Jeremy Cheng（SGP） |
| 2021年8月1日 19:50 v | 报告 | 每節比分： 1–0, 6–1, 4–0, 3–0 |                         |           | 東京辰巳國際游泳場 裁判： Daniel Daners（URU）、Jeremy Cheng（SGP） |
| 2021年8月1日 19:50 v | 报告 | 五名队员 2                    | 進球最多球員 （進球數） | Vaughan 1 | 東京辰巳國際游泳場 裁判： Daniel Daners（URU）、Jeremy Cheng（SGP） |

### B组
| 排名 | 隊伍                 | 賽 | 勝 | 和 | 負 | 得 | 失 | 差  | 分 | 獲得資格     |
| ---- | -------------------- | -- | -- | -- | -- | -- | -- | --- | -- | ------------ |
| 1    | 美国                 | 4  | 3  | 0  | 1  | 64 | 26 | +38 | 6  | 四分之一决赛 |
| 2    | 匈牙利               | 4  | 2  | 1  | 1  | 46 | 43 | +3  | 5  | 四分之一决赛 |
| 3    | 俄罗斯奥林匹克委员会 | 4  | 2  | 1  | 1  | 53 | 61 | −8  | 5  | 四分之一决赛 |
| 4    | 中國                 | 4  | 2  | 0  | 2  | 51 | 50 | +1  | 4  | 四分之一决赛 |
| 5    | 日本 (H)             | 4  | 0  | 0  | 4  | 44 | 78 | −34 | 0  |              |

| 2021年7月24日 14:00 v | 报告 | 日本                          | 4–25                    | 美国                     | 東京辰巳國際游泳場 裁判： Germán Moller（ARG）、Nicola Johnson（AUS） |
| 2021年7月24日 14:00 v | 报告 | 每節比分： 3–8, 0–6, 1–7, 0–4 |                         |                          | 東京辰巳國際游泳場 裁判： Germán Moller（ARG）、Nicola Johnson（AUS） |
| 2021年7月24日 14:00 v | 报告 | 小出未来 2                    | 進球最多球員 （進球數） | 哈拉拉比季斯、斯蒂芬斯 5 | 東京辰巳國際游泳場 裁判： Germán Moller（ARG）、Nicola Johnson（AUS） |

| 2021年7月24日 19:50 v | 报告 | 中國                          | 17–18                   | 俄罗斯奥林匹克委员会 | 東京辰巳國際游泳場 裁判： Marie-Claude Deslières（CAN）、Michiel Zwart（NED） |
| 2021年7月24日 19:50 v | 报告 | 每節比分： 6–5, 4–4, 4–5, 3–4 |                         |                      | 東京辰巳國際游泳場 裁判： Marie-Claude Deslières（CAN）、Michiel Zwart（NED） |
| 2021年7月24日 19:50 v | 报告 | 王歆艳 4                      | 進球最多球員 （進球數） | Prokofyeva 4         | 東京辰巳國際游泳場 裁判： Marie-Claude Deslières（CAN）、Michiel Zwart（NED） |

| 2021年7月26日 14:00 v | 报告 | 美国                          | 12–7                    | 中國         | 東京辰巳國際游泳場 裁判： Alessandro Severo（ITA）、Dion Willis（RSA） |
| 2021年7月26日 14:00 v | 报告 | 每節比分： 4–4, 2–2, 3–0, 3–1 |                         |              | 東京辰巳國際游泳場 裁判： Alessandro Severo（ITA）、Dion Willis（RSA） |
| 2021年7月26日 14:00 v | 报告 | M·费希尔 3                    | 進球最多球員 （進球數） | 王欢、张婧 2 | 東京辰巳國際游泳場 裁判： Alessandro Severo（ITA）、Dion Willis（RSA） |

| 2021年7月26日 15:30 v | 报告 | 俄罗斯奥林匹克委员会          | 10–10                   | 匈牙利           | 東京辰巳國際游泳場 裁判： Sébastien Dervieux（FRA）、Xevi Buch（ESP） |
| 2021年7月26日 15:30 v | 报告 | 每節比分： 1–2, 3–5, 3–1, 3–2 |                         |                  | 東京辰巳國際游泳場 裁判： Sébastien Dervieux（FRA）、Xevi Buch（ESP） |
| 2021年7月26日 15:30 v | 报告 | Prokofyeva 4                  | 進球最多球員 （進球數） | 莱梅特、西拉吉 2 | 東京辰巳國際游泳場 裁判： Sébastien Dervieux（FRA）、Xevi Buch（ESP） |

| 2021年7月28日 14:00 v | 报告 | 匈牙利                        | 10–9                    | 美国       | 東京辰巳國際游泳場 裁判： Nenad Periš（CRO）、Xevi Buch（ESP） |
| 2021年7月28日 14:00 v | 报告 | 每節比分： 2–2, 3–3, 1–3, 4–1 |                         |            | 東京辰巳國際游泳場 裁判： Nenad Periš（CRO）、Xevi Buch（ESP） |
| 2021年7月28日 14:00 v | 报告 | 帕克斯 3                      | 進球最多球員 （進球數） | 马塞尔曼 3 | 東京辰巳國際游泳場 裁判： Nenad Periš（CRO）、Xevi Buch（ESP） |

| 2021年7月28日 18:20 v | 报告 | 中國                          | 16–11                   | 日本       | 東京辰巳國際游泳場 裁判： Marie-Claude Deslières（CAN）、Viktor Salnichenko（KAZ） |
| 2021年7月28日 18:20 v | 报告 | 每節比分： 5–2, 4–3, 4–3, 3–3 |                         |            | 東京辰巳國際游泳場 裁判： Marie-Claude Deslières（CAN）、Viktor Salnichenko（KAZ） |
| 2021年7月28日 18:20 v | 报告 | 张婧 5                        | 進球最多球員 （進球數） | 有马优美 3 | 東京辰巳國際游泳場 裁判： Marie-Claude Deslières（CAN）、Viktor Salnichenko（KAZ） |

| 2021年7月30日 15:30 v | 报告 | 美国                          | 18–5                    | 俄罗斯奥林匹克委员会 | 東京辰巳國際游泳場 裁判： Alessandro Severo（ITA）、Xevi Buch（ESP） |
| 2021年7月30日 15:30 v | 报告 | 每節比分： 5–1, 4–2, 6–1, 3–1 |                         |                      | 東京辰巳國際游泳場 裁判： Alessandro Severo（ITA）、Xevi Buch（ESP） |
| 2021年7月30日 15:30 v | 报告 | 哈拉拉比季斯、斯蒂芬斯 4      | 進球最多球員 （進球數） | Simanovich 2         | 東京辰巳國際游泳場 裁判： Alessandro Severo（ITA）、Xevi Buch（ESP） |

| 2021年7月30日 18:20 v | 报告 | 日本                          | 13–17                   | 匈牙利   | 東京辰巳國際游泳場 裁判： Adrian Alexandrescu（ROU）、Vojin Putniković（SRB） |
| 2021年7月30日 18:20 v | 报告 | 每節比分： 4–3, 3–4, 3–5, 3–5 |                         |          | 東京辰巳國際游泳場 裁判： Adrian Alexandrescu（ROU）、Vojin Putniković（SRB） |
| 2021年7月30日 18:20 v | 报告 | 有马优美、稻场朱里 4          | 進球最多球員 （進球數） | 帕克斯 6 | 東京辰巳國際游泳場 裁判： Adrian Alexandrescu（ROU）、Vojin Putniković（SRB） |

| 2021年8月1日 14:00 v | 报告 | 匈牙利                        | 9–11                    | 中國       | 東京辰巳國際游泳場 裁判： Viktor Salnichenko（KAZ）、Frank Ohme（GER） |
| 2021年8月1日 14:00 v | 报告 | 每節比分： 1–4, 1–3, 2–1, 5–3 |                         |            | 東京辰巳國際游泳場 裁判： Viktor Salnichenko（KAZ）、Frank Ohme（GER） |
| 2021年8月1日 14:00 v | 报告 | 格蕾塔 4                      | 進球最多球員 （進球數） | 四名队员 2 | 東京辰巳國際游泳場 裁判： Viktor Salnichenko（KAZ）、Frank Ohme（GER） |

| 2021年8月1日 18:20 v | 报告 | 俄罗斯奥林匹克委员会          | 20–16                   | 日本       | 東京辰巳國際游泳場 裁判： Marie-Claude Deslières（CAN）、Dion Willis（RSA） |
| 2021年8月1日 18:20 v | 报告 | 每節比分： 5–5, 7–3, 6–4, 2–4 |                         |            | 東京辰巳國際游泳場 裁判： Marie-Claude Deslières（CAN）、Dion Willis（RSA） |
| 2021年8月1日 18:20 v | 报告 | Serzhantova 4                 | 進球最多球員 （進球數） | 有马优美 5 | 東京辰巳國際游泳場 裁判： Marie-Claude Deslières（CAN）、Dion Willis（RSA） |

## 淘汰赛

### 对阵表
|  |                      |        |                      |    |        |        |  |  | 金牌赛 |  |
|  |                      |        |                      |    |        |        |  |  |        |  |
|  | 8月3日               |        |                      |    |        |        |  |  |        |  |
|  |                      |        |                      |    |        |        |  |  |        |  |
|  | 西班牙               | 11     |                      |    |        |        |  |  |        |  |
|  | 西班牙               | 11     | 8月5日               |    |        |        |  |  |        |  |
|  | 中國                 | 7      |                      |    |        |        |  |  |        |  |
|  | 中國                 | 7      | 西班牙               | 8  |        |        |  |  |        |  |
|  | 8月3日               |        | 西班牙               | 8  |        |        |  |  |        |  |
|  |                      | 匈牙利 | 6                    |    |        |        |  |  |        |  |
|  | 荷蘭                 | 匈牙利 | 6                    | 11 |        |        |  |  |        |  |
|  | 荷蘭                 |        | 8月7日               | 11 |        |        |  |  |        |  |
|  | 匈牙利               | 14     |                      |    |        |        |  |  |        |  |
|  | 匈牙利               | 14     | 西班牙               | 5  |        |        |  |  |        |  |
|  | 8月3日               |        | 西班牙               | 5  |        |        |  |  |        |  |
|  |                      | 美国   | 14                   |    |        |        |  |  |        |  |
|  |                      | 美国   | 14                   | 8  |        |        |  |  |        |  |
|  | 8月5日               |        |                      |    |        |        |  |  |        |  |
|  | 俄罗斯奥林匹克委员会 | 9      |                      |    |        |        |  |  |        |  |
|  | 俄罗斯奥林匹克委员会 | 9      | 俄罗斯奥林匹克委员会 | 11 |        |        |  |  |        |  |
|  | 8月3日               |        | 俄罗斯奥林匹克委员会 | 11 |        |        |  |  |        |  |
|  |                      | 美国   | 15                   |    | 铜牌赛 | 铜牌赛 |  |  |        |  |
|  | 加拿大               | 美国   | 15                   | 5  | 铜牌赛 | 铜牌赛 |  |  |        |  |
|  | 加拿大               |        | 8月7日               | 5  |        |        |  |  |        |  |
|  | 美国                 | 16     |                      |    |        |        |  |  |        |  |
|  | 美国                 | 16     | 匈牙利               | 11 |        |        |  |  |        |  |
|  |                      |        |                      |    |        |        |  |  |        |  |
|  | 俄罗斯奥林匹克委员会 | 9      |                      |    |        |        |  |  |        |  |
|  | 俄罗斯奥林匹克委员会 | 9      |                      |    |        |        |  |  |        |  |

5至8名排位赛
|  | 5至8名半决赛 | 5至8名半决赛 |              |   | 5至6名排位赛 | 5至6名排位赛 |
|  |              |              |              |   |              |              |
|  | 8月5日       |              |              |   |              |              |
|  |              |              |              |   |              |              |
|  | 中國         | 6            |              |   |              |              |
|  | 中國         | 6            | 8月7日       |   |              |              |
|  | 荷蘭         | 13           |              |   |              |              |
|  | 荷蘭         | 13           | 荷蘭         | 7 |              |              |
|  | 8月5日       |              | 荷蘭         | 7 |              |              |
|  |              |              | 14           |   |              |              |
|  | （PSO）      | 10 (4)       |              |   |              |              |
|  | （PSO）      | 10 (4)       |              |   |              |              |
|  | 加拿大       | 10 (2)       |              |   |              |              |
|  | 加拿大       | 10 (2)       | 7至8名排位赛 |   |              |              |
|  |              |              |              |   |              |              |
|  | 8月7日       |              |              |   |              |              |
|  |              |              |              |   |              |              |
|  | 中國         | 7            |              |   |              |              |
|  | 中國         | 7            |              |   |              |              |
|  | 加拿大       | 16           |              |   |              |              |

### 四分之一决赛
| 2021年8月3日 14:00 v | 报告 | 加拿大                        | 5–16                    | 美国       | 東京辰巳國際游泳場 裁判： 津崎明日美（JPN）、Georgios Stavridis（GRE） |
| 2021年8月3日 14:00 v | 报告 | 每節比分： 1–7, 2–4, 0–0, 2–5 |                         |            | 東京辰巳國際游泳場 裁判： 津崎明日美（JPN）、Georgios Stavridis（GRE） |
| 2021年8月3日 14:00 v | 报告 | La Roche 2                    | 進球最多球員 （進球數） | 三名队员 3 | 東京辰巳國際游泳場 裁判： 津崎明日美（JPN）、Georgios Stavridis（GRE） |

| 2021年8月3日 15:30 v | 报告 | 西班牙                        | 11–7                    | 中國     | 東京辰巳國際游泳場 裁判： Sébastien Dervieux（FRA）、Michael Goldenberg（USA） |
| 2021年8月3日 15:30 v | 报告 | 每節比分： 5–2, 4–3, 2–1, 0–1 |                         |          | 東京辰巳國際游泳場 裁判： Sébastien Dervieux（FRA）、Michael Goldenberg（USA） |
| 2021年8月3日 15:30 v | 报告 | 福尔卡 4                      | 進球最多球員 （進球數） | 邓泽文 2 | 東京辰巳國際游泳場 裁判： Sébastien Dervieux（FRA）、Michael Goldenberg（USA） |

| 2021年8月3日 18:20 v | 报告 | 荷蘭                          | 11–14                   | 匈牙利   | 東京辰巳國際游泳場 裁判： Nenad Periš（CRO）、Alessandro Severo（ITA） |
| 2021年8月3日 18:20 v | 报告 | 每節比分： 3–4, 4–4, 2–2, 2–4 |                         |          | 東京辰巳國際游泳場 裁判： Nenad Periš（CRO）、Alessandro Severo（ITA） |
| 2021年8月3日 18:20 v | 报告 | Van der Kraats 4              | 進球最多球員 （進球數） | 莱梅特 4 | 東京辰巳國際游泳場 裁判： Nenad Periš（CRO）、Alessandro Severo（ITA） |

| 2021年8月3日 19:50 v | 报告 |                               | 8–9                     | 俄罗斯奥林匹克委员会 | 東京辰巳國際游泳場 裁判： Adrian Alexandrescu（ROU）、Xevi Buch（ESP） |
| 2021年8月3日 19:50 v | 报告 | 每節比分： 2–4, 2–2, 2–2, 2–1 |                         |                      | 東京辰巳國際游泳場 裁判： Adrian Alexandrescu（ROU）、Xevi Buch（ESP） |
| 2021年8月3日 19:50 v | 报告 | 阿米特、哈利根 2              | 進球最多球員 （進球數） | 三名队员 2           | 東京辰巳國際游泳場 裁判： Adrian Alexandrescu（ROU）、Xevi Buch（ESP） |

### 5至8名半决赛
| 2021年8月5日 14:00 v | 报告 | 中國                          | 6–13                    | 荷蘭      | 東京辰巳國際游泳場 裁判： Viktor Salnichenko（KAZ）、György Kun（HUN） |
| 2021年8月5日 14:00 v | 报告 | 每節比分： 0–1, 2–5, 1–2, 3–5 |                         |           | 東京辰巳國際游泳場 裁判： Viktor Salnichenko（KAZ）、György Kun（HUN） |
| 2021年8月5日 14:00 v | 报告 | 邓泽文 2                      | 進球最多球員 （進球數） | Keuning 5 | 東京辰巳國際游泳場 裁判： Viktor Salnichenko（KAZ）、György Kun（HUN） |

| 2021年8月5日 18:20 v | 报告 |                               | 14–12                   | 加拿大     | 東京辰巳國際游泳場 裁判： Ursula Wengenroth（SUI）、Alessandro Severo（ITA） |
| 2021年8月5日 18:20 v | 报告 | 每節比分： 2–3, 3–2, 3–3, 2–2 |                         |            | 東京辰巳國際游泳場 裁判： Ursula Wengenroth（SUI）、Alessandro Severo（ITA） |
| 2021年8月5日 18:20 v | 报告 | 阿兰奇尼 5                    | 進球最多球員 （進球數） | 四名队员 2 | 東京辰巳國際游泳場 裁判： Ursula Wengenroth（SUI）、Alessandro Severo（ITA） |

### 半决赛
| 2021年8月5日 15:30 v | 报告 | 俄罗斯奥林匹克委员会          | 11–15                   | 美国       | 東京辰巳國際游泳場 裁判： Stanko Ivanovski（MNE）、Dion Willis（RSA） |
| 2021年8月5日 15:30 v | 报告 | 每節比分： 3–2, 4–4, 2–5, 2–4 |                         |            | 東京辰巳國際游泳場 裁判： Stanko Ivanovski（MNE）、Dion Willis（RSA） |
| 2021年8月5日 15:30 v | 报告 | Bersneva 3                    | 進球最多球員 （進球數） | 马塞尔曼 5 | 東京辰巳國際游泳場 裁判： Stanko Ivanovski（MNE）、Dion Willis（RSA） |

| 2021年8月5日 19:50 v | 报告 | 西班牙                        | 8–6                     | 匈牙利   | 東京辰巳國際游泳場 裁判： Nenad Periš（CRO）、Vojin Putniković（SRB） |
| 2021年8月5日 19:50 v | 报告 | 每節比分： 2–0, 3–2, 3–2, 0–2 |                         |          | 東京辰巳國際游泳場 裁判： Nenad Periš（CRO）、Vojin Putniković（SRB） |
| 2021年8月5日 19:50 v | 报告 | A·埃什帕尔 3                  | 進球最多球員 （進球數） | 西拉吉 3 | 東京辰巳國際游泳場 裁判： Nenad Periš（CRO）、Vojin Putniković（SRB） |

### 7至8名排位赛
| 2021年8月7日 09:30 v | 报告 | 中國                          | 7–16                    | 加拿大      | 東京辰巳國際游泳場 裁判： Nicola Johnson（AUS）、津崎明日美（JPN） |
| 2021年8月7日 09:30 v | 报告 | 每節比分： 3–4, 2–5, 1–4, 1–3 |                         |             | 東京辰巳國際游泳場 裁判： Nicola Johnson（AUS）、津崎明日美（JPN） |
| 2021年8月7日 09:30 v | 报告 | 张婧 4                        | 進球最多球員 （進球數） | Christmas 4 | 東京辰巳國際游泳場 裁判： Nicola Johnson（AUS）、津崎明日美（JPN） |

### 5至6名排位赛
| 2021年8月7日 11:00 v | 报告 | 荷蘭                          | 7–14                    |          | 東京辰巳國際游泳場 裁判： Xevi Buch（ESP）、Dion Willis（RSA） |
| 2021年8月7日 11:00 v | 报告 | 每節比分： 1–5, 1–3, 2–3, 3–3 |                         |          | 東京辰巳國際游泳場 裁判： Xevi Buch（ESP）、Dion Willis（RSA） |
| 2021年8月7日 11:00 v | 报告 | Van de Kraats 3               | 進球最多球員 （進球數） | 戈弗斯 3 | 東京辰巳國際游泳場 裁判： Xevi Buch（ESP）、Dion Willis（RSA） |

### 铜牌赛
| 2021年8月7日 13:40 v | 报告 | 匈牙利                        | 11–9                    | 俄罗斯奥林匹克委员会 | 東京辰巳國際游泳場 裁判： Georgios Stavridis（GRE）、Frank Ohme（GER） |
| 2021年8月7日 13:40 v | 报告 | 每節比分： 2–2, 5–3, 0–3, 4–1 |                         |                      | 東京辰巳國際游泳場 裁判： Georgios Stavridis（GRE）、Frank Ohme（GER） |
| 2021年8月7日 13:40 v | 报告 | 瓦伊 3                        | 進球最多球員 （進球數） | 三名队员 2           | 東京辰巳國際游泳場 裁判： Georgios Stavridis（GRE）、Frank Ohme（GER） |

### 金牌赛
| 2021年8月7日 16:30 v | 报告 | 西班牙                        | 5–14                    | 美国       | 東京辰巳國際游泳場 裁判： Nenad Periš（CRO）、Sébastien Dervieux（FRA） |
| 2021年8月7日 16:30 v | 报告 | 每節比分： 1–4, 3–3, 0–5, 1–2 |                         |            | 東京辰巳國際游泳場 裁判： Nenad Periš（CRO）、Sébastien Dervieux（FRA） |
| 2021年8月7日 16:30 v | 报告 | 加西亚 2                      | 進球最多球員 （進球數） | 马塞尔曼 3 | 東京辰巳國際游泳場 裁判： Nenad Periš（CRO）、Sébastien Dervieux（FRA） |

## 最終排名
| 排名 | 隊伍                 |
| ---- | -------------------- |
|      | 美国                 |
|      | 西班牙               |
|      | 匈牙利               |
| 4    | 俄罗斯奥林匹克委员会 |
| 5    |                      |
| 6    | 荷蘭                 |
| 7    | 加拿大               |
| 8    | 中國                 |
| 9    | 日本                 |
| 10   | 南非                 |

| 2020年夏季奧林匹克運動會女子水球冠軍 |
| ------------------------------------ |
| · 美国                               |
| 第 3 次奪冠                          |

## 奖牌得主
| 金牌 | 银牌 | 铜牌 |
| 美国（USA） 阿什莉·约翰逊 · 玛迪·马塞尔曼 · 梅利莎·塞德曼 · 瑞秋·法塔尔 · 佩奇·豪席尔德 · 玛吉·斯蒂芬斯 · 斯特凡尼娅·哈拉拉比季斯 · 杰米·纽舒尔 · 阿里娅·费希尔 · 凯莉·吉尔克里斯特 · 麦肯齐·费希尔 · 艾丽斯·威廉斯 · 阿曼达·朗根 · 主教练：亚当·克里科里安 | 西班牙（ESP） 劳拉·伊斯特 · 玛塔·巴赫 · 安娜·埃什帕尔 · 比阿特丽斯·奥尔蒂斯 · 埃莱娜·鲁伊斯 · 伊雷妮·冈萨雷斯 · 克拉拉·埃什帕尔 · 皮莉·培尼亚 · 茱蒂丝·福尔卡 · 罗莎·塔拉戈 · 玛丽亚·德尔卡门·加西亚 · 保拉·莱顿 · 埃莱娜·桑切斯 · 主教练：米基·奥卡 | 匈牙利（HUN） 甘格尔·埃迪瑙 · 西拉吉·多萝焦 · 瓦伊·万达 · 古里萨蒂·格蕾塔 · 叙奇·高布丽埃洛 · 丽贝卡·帕克斯 · 伊雷什·翁瑙 · 凯斯特海伊·丽陶 · 莱梅特·多劳 · 真哲希·奥妮科 · 瑞班斯卡·娜塔莎 · 高尔道·克里斯蒂娜 · 毛焦里·奥尔道 · 主教练：比罗·奥蒂洛 |

## 全明星阵容
全明星阵容在金牌赛后公布。
| 位置     | 运动员               |
| -------- | -------------------- |
| 守门员   | 阿什莉·约翰逊        |
| 其他位置 | 丽贝卡·帕克斯        |
| 其他位置 | 安娜·埃什帕尔        |
| 其他位置 | 玛迪·马塞尔曼        |
| 其他位置 | 比阿特丽斯·奥尔蒂斯  |
| 其他位置 | Ekaterina Prokofyeva |
| 其他位置 | Simone van de Kraats |
| MVP      | 玛迪·马塞尔曼        |